# S.F. Sound Furniture
S.F. Sound Furniture è il quarto album in studio del duo di musica elettronica giapponese Capsule, pubblicato il 9 giugno 2004.

## Tracce
1. S.F. Sound Furniture - 1:29
2. Go! Go! Fine Day - 3:15
3. Portable Airport (ポータブル空港?) - 5:08
4. Space Elevator (宇宙エレベーター?) - 4:05
5. Future TV - 0:47
6. Future Living (未来生活?) - 3:04
7. The Switch on the Wall (壁に付いているスイッチ?) - 2:10
8. Super Scooter Happy - 5:56
9. Milk Tea Time (ミルクティーの時間?) - 4:15
10. Ocean Blue Sky Orange - 4:20
11. Retro Memory (レトロメモリー?) - 3:23